# Hợp Hòa (thị trấn)
Hợp Hòa là thị trấn huyện lỵ của huyện Tam Dương, tỉnh Vĩnh Phúc, Việt Nam.
Thị trấn Hợp Hòa có diện tích 8,61 km², dân số năm 2003 là 9.829 người, mật độ dân số đạt 1.142 người/km².